# Root River (Mississippi River)
Der Root River fließt durch das Hügelland im Südosten von Minnesota und ist ein Zufluss des Mississippi Rivers. Aufgrund seines leichten Gefälles von 65 Zentimetern pro Kilometer zwischen Chatfield und seiner Mündung in den Mississippi in dessen Navigationsabschnitt 7 eignet er sich vorzüglich zum Kanufahren. 
Der South Branch Root River hat seinen Ursprung im Mower County als landwirtschaftlicher Entwässerungsgraben und versickert dann, um schließlich als erheblich kälteres Gewässer im Forestville Mystery Cave State Park in der Nähe von Preston wieder zum Vorschein zu kommen. Das kalte Wasser schafft sehr gute Lebensbedingungen für Forellen.
Der Fluss liegt innerhalb einer Region Minnesotas, die Driftless Area genannt wird. Diese Region war während der letzten Eiszeit, der Wisconsin-Vergletscherung nicht von Eis bedeckt.

## Fische und andere Tierarten
In dem Fluss leben eine Reihe von Fischarten, etwa Schwarzbarsche, Bachforellen, Steinbarsche, Katzenwelse und Sonnenbarsche. Das Root-River-Ökosystem bietet aber auch Habitat für eine Anzahl von Vogelarten. Habichte und Weißkopfseeadler leben in dem Gebiet, genauso wie Blaureiher, Truthühner und Enten, sowie zahlreiche Säugetierarten, etwa Hirsche, Graufüchse, Rotfüchse, Kojoten, Waschbären, Grauhörnchen und Dachse.

## Aktivitäten
Der Root River State Trail ist eine rund 67 Kilometer lange Strecke zum Radfahren, Wandern, Skaten oder Langlaufen, der in Fountain beginnt und über Lanesboro, Whalen, Peterson, Rushford nach Houston führt.

## Überschwemmungen
Während der Flut im Amerikanischen Mittelwesten 2007 stieg der Fluss auf 5,8 m an und blieb damit nur knapp dreißig Zentimeter unter der Krone des Deiches, der die Stadt Houston schützt.